# أتسوشي فوجي
أتسوشي فوجي (باليابانية: 藤井淳志؛ بالكانا: ふじい あつし) هو لاعب كرة قاعدة ياباني، ولد في 20 مايو 1981 في تويوهاشي في اليابان.

## وصلات خارجية
- أتسوشي فوجي على موقع الدوري الياباني لكرة القاعدة (الإنجليزية)
- أتسوشي فوجي على موقعبيزبول رفرنس.كوم (الدوري الثانوي) (الإنجليزية)